# Mad Caddies
I Mad Caddies (solitamente detti i Caddies) sono un gruppo ska punk statunitense formato nel 1995 a Santa Barbara, in California. Il loro suono peculiare deriva da continue commistioni di diversi generi musicali, come lo ska, il punk, lo swing, il reggae, il jazz, e persino la polka.

## Storia del gruppo
Chuck Robertson, Sascha Lazor, Todd Rosenberg, Carter Benson e James Malis formarono il gruppo durante gli anni del liceo, ma la formazione fu poi modificata più volte. Il batterista Todd Rosenberg lasciò la band nel 1999, Benson nel 2002, il bassista Mark Iversen nel 2006. La formazione comprende attualmente:
- Chuck Robertson (voce-chitarra-testi)
- Sascha Lazor (chitarra/banjo),
- Keith Douglas (tromba-cori)
- Ed Hernandez (trombone)
- Brian Flenniken (batteria-percussioni),
- Cris Badham (basso elettrico).

Il gruppo iniziò a suonare sotto il nome di The Ivy League, che venne cambiato nel 1996 dopo aver firmato un contratto discografico con la Honest Don's Records per evitare che si creasse confusione (e possibili risvolti legali) con altre due band che avevano il medesimo appellativo. L'album di debutto del gruppo, Quality Soft Core, venne pubblicato l'anno successivo, prima che la band firmasse per la Fat Wreck Chords, con la quale i Mad Caddies hanno dato alle stampe 4 album di studio, un EP ed un album dal vivo.
Il quinto album è stato pubblicato il 1º maggio 2007.

## Formazione

### Formazione attuale
- Chuck Robertson - voce e chitarra
- Sascha Lazor - chitarra e banjo
- Keith Douglas - tromba e voce d'accompagnamento
- Ed Hernandez - trombone
- Brian Flenniken - batteria
- Chris Badham - basso

### Ex componenti
- Carter Benson
- Mark Iversen

## Discografia
- 1997 - Quality Soft Core
- 1998 - Duck and Cover
- 2001 - Rock the Plank
- 2003 - Just One More
- 2007 - Keep It Going
- 2014 - Dirty Rice
- 2018 - Punk Rocksteady

### Raccolte
- 2010 - Consentual Selections

### Live
- 2004 - Songs In The Key Of Eh!

### EP
- 2000 - The Holiday Has Been Cancelled
- 2007 - 2007 Tour EP
- 2020 - House On Fire

### Apparizioni in compilation
- 1998 - A Compilation of Warped Music
- 1999 - Short Music for Short People
- 2003 - Warped Tour 2003 Tour Compilation
- 2007 - Warped Tour 2007 Tour Compilation